# ヨシ原

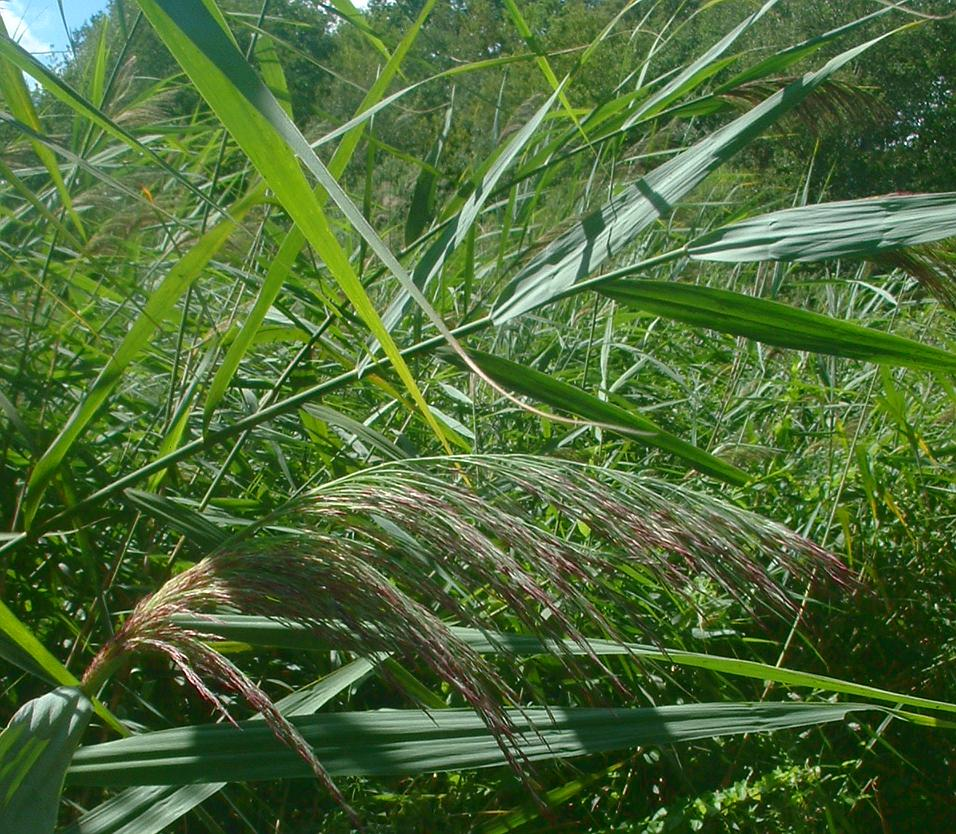
夏のヨシ原

ヨシ原（ヨシはら）、またはアシ原（アシはら、葦原、芦原、葭原、蘆原）は、湖沼・河川・海岸などにおいてヨシが群生している場所を指す。
通常、ヨシ原は開けた水場や湿地に若いヨシが定着することから始まり、次第に乾燥した地面へ移行しつつ大群落を作ることで形成される。群落の発達の過程で水域から多量の燐酸や窒素化合物のような栄養塩類を吸収して固定し、年を経るとかなりの腐植質を堆積させる。これらは最終的に地面の上や水面を越えて積もり、水の浄化や森林の発達へ寄与する。自然のヨシ原は、氾濫原、湿った窪地、ワンド、河口、汽水域といった場所に発達する。
欧州におけるヨシ原を構成する種の殆どがヨシ属とホタルイ属に属する。日本のヨシ原は、淡水域ではクサヨシやガマ類、汽水域ではアイアシ、シオクグ、ハマボウなどを伴う。
風俗街として有名な吉原は、ヨシ原が語源である。

## 環境
多くの有機物が集まり、分解が行われる肥沃な場で、生産量は大きい。水の増減によって冠水と干出を繰り返す点から、特に淡水魚は産卵場所や稚魚の発育場所としてヨシ原を利用するものが多い。コイなどは増水時にヨシ原に侵入して産卵し、稚魚は水が引くまで隠れ場所の豊富なヨシ原の中で成長する。また水鳥の摂餌場としても重要である。小型の鳥には芦原を主たる生活の場とする例もある。
他方、底質は泥で半ば水につかること、生えている植物が横枝がなく茎が縦に伸びるばかりの構造であることなど、環境としては比較的単純で、生息する生物はある程度制限される。ただしヨシ原に特有の生物やヨシ原を好む生物も多い。海水の影響が強い場合には、多くのカニ類が見られる。

## 利用
ヨシ原を通る水は広範囲に広がる根系とそこに棲む微生物が汚水を栄養として使うことで効果的に浄化される。このため、人工的なヨシ原を小規模で効率的な「下水処理施設」として利用する例もある。